# Sony Xperia Z5 Premium
Sony Xperia Z5 Premium — смартфон компании Sony Mobile, работающий на базе Android, представленный 2 сентября 2015 года на выставке IFA 2015.

## Особенности
Главным отличием Xperia Z5 Premium от уменьшенной модели является экран с разрешением 4K (3840 х 2160), что дает плотность пикселей 806 ppi.
Корпус смартфона выполнен из окрашенной стали, а не из алюминия, как у обычной модели.
Присутствует сканер отпечатка пальцев, встроенный в кнопку включения. Для сканирования используется ультразвук, что позволяет получать объёмную 3D модель отпечатка.
Смартфон защищен от пыли и влаги по стандарту IP65/68. Несмотря на это разъём MicroUSB не прикрыт заглушкой.

## История

### До анонса
Ещё до официальной презентации устройства ходило много слухов и утечек, демонстрирующие внешний вид устройства, а также его технические характеристики и название.

### Анонс
Презентация Sony Xperia Z5 Premium прошла 3 сентября 2015 года на всемирной электронной выставке IFA 2015. Во время анонса были представлены Xperia Z5, Xperia Z5 Premium и Xperia Z5 Compact.

### После анонса
Смартфон появился в продаже по всему миру в начале октября 2015 года по цене 800 евро.

## Технические характеристики[3]
Вычислительная система смартфона Sony Xperia Z5 Premium построена на процессоре Qualcomm Snapdragon 810 в паре с тремя Гб оперативной памяти; графическим ядром является Adreno 430.
Экран Triluminos Display для мобильных устройств, диагональю пять с половиной дюйма, 4К UHD — 3840 пикселей по горизонтали × 2160 пикселей по вертикали (на основе стандарта SID), имеет плотность 806 пикселей/дюйм.
Разрешение основной камеры с 1/2,3-дюймовой 23-мегапиксельной матрицей Sony Exmor RS для мобильных устройств со светодиодной вспышкой, гибридным автофокусом, оптической стабилизацией, 5-кратным масштабированием Clear Image, 8-кратным цифровым масштабированием и возможностью съёмки 4К видео с частотой кадров 30 кадров/секунду, составляет 23 Мп.
Фронтальная камера смартфона, с матрицей Sony Exmor R для мобильных устройств, возможностью записи видео в формате Full HD, технологией стабилизации видео SteadyShot с режимом Intelligent Active Mode имеет широкоугольный объектив G Lens (25 мм) и разрешение 5 Мп.

## Программное обеспечение
Sony Xperia Z5 Premium работает на операционной системе Android 5.1 с фирменной оболочкой Sony Xperia UI.
В феврале 2016 года выпущено обновление до Android 6.0.1, затем выпущено обновление до версии 7.0 (версия сборки 32.3.A.0.376)
Для просмотра видео в 4К, не имеющих такого разрешения предусмотрена функция, повышающая разрешение видеоролика. Также возможно сохранение отдельных кадров видео в разрешении 8 Мп во время съёмки или просмотра видео.
Производителем заявлено время работы около двух дней благодаря режиму экономии заряда STAMINA. Поддерживается технология быстрой зарядки Qualcomm Quick Charge 2.0.

## Доступные варианты
Sony Xperia Z5 Premium доступен в чёрном, белом и золотом цвете. Во всех трёх вариантах расцветки рамки экрана имеют чёрный цвет.
Внутренняя память может составлять только 32 ГБ (из которых около 5 ГБ отведено для встроенного программного обеспечения) с возможностью расширения картой памяти до 200 ГБ.
Кроме того, на рынок выпущена модель позволяющая использовать две SIM-карты в формате Nano SIM,
Xperia Z5 Premium Dual.
Несколько разнящиеся по характеристикам работы с сотовыми сетями модели Xperia Z5 Premium Dual выпускаются под индексами E6833 и E6883.